# Radziechów (gromada)
Radziechów – dawna gromada, czyli najmniejsza jednostka podziału terytorialnego Polskiej Rzeczypospolitej Ludowej w latach 1954–1972.
Gromady, z gromadzkimi radami narodowymi (GRN) jako organami władzy najniższego stopnia na wsi, funkcjonowały od reformy reorganizującej administrację wiejską przeprowadzonej jesienią 1954 do momentu ich zniesienia z dniem 1 stycznia 1973, tym samym wypierając organizację gminną w latach 1954–1972.
Gromadę Radziechów z siedzibą GRN w Radziechowie utworzono – jako jedną z 8759 gromad na obszarze Polski – w powiecie złotoryjskim w woj. wrocławskim, na mocy uchwały nr 35/54 WRN we Wrocławiu z dnia 2 października 1954. W skład jednostki weszły obszary dotychczasowych gromad Radziechów, Modlikowice i Olszanica ze zniesionej gminy Zagrodno w tymże powiecie. Dla gromady ustalono 23 członków gromadzkiej rady narodowej.
31 grudnia 1961 gromadę zniesiono, a jej obszar włączono do gromad: Krzywa (wieś Radziechów z przysiółkami Moszczyna i Grzędna) i Zagrodno (wsie Modlikowice z przysiółkiem Jadwisin oraz Olszanica z przysiółkami Świdniczki i Gancary) w tymże powiecie.